# Bugatti Tipo 40
La Tipo 40 era un'autovettura di fascia media prodotta dalla Casa francese Bugatti tra il 1926 ed il 1930.

## Profilo e storia
La Type 40 nacque nel 1926 come possibile sostituta della ormai anziane Type 22 e Type 23. Disponibile in più varianti di carrozzeria, la Type 40 aveva in ogni caso una linea molto classica e gradevole. Fu l'ultima Bugatti "popolare", in quanto i modelli prodotti dopo la sua uscita di listino sarebbero stati tutti di lusso, molto costosi ed appannaggio di pochi facoltosi.

### Caratteristiche
Questa vettura nacque sfruttando il telaio della Tipo 38, anch'essa lanciata nel 1926 ma destinata ad una più breve carriera commerciale. Questo telaio, del tradizionale tipo a longheroni e traverse in acciaio, venne però sottoposto ad una consistente riduzione nella misura del passo, che scese dai 3,12 metri della Tipo 38 ad appena 2,56 metri nella Tipo 40. Questo non tanto per rimarcare l'inferiore segmento di mercato occupato dalla Tipo 40 stessa, quanto per ridurne la massa a vuoto, giacché questo modello verrà equipaggiato con un motore a 4 cilindri da 1496 cm³, con distribuzione monoalbero in testa a tre valvole per cilindro. Di fatto si trattava dello stesso motore della Tipo 37 da competizione, ma caratterizzato da un rapporto di compressione più ridotto. La potenza massima scese quindi da 60 a 45 CV a 4500 giri/min, mentre la velocità massima era di 121 km/h. Inoltre, l'albero a gomiti ruotava su cinque supporti di banco, una caratteristica non tra le più comuni nella produzione automobilistica di quegli anni e che rendeva molto affidabile il motore utilizzato. L'avantreno era del tipo a balestre semiellittiche, mentre il retrotreno era con balestre a quarti di ellisse. Quanto all'impianto frenante, esso prevedeva freni a tamburo sulle quattro ruote con comando a cavo. Anche le sospensioni e l'impianto frenante erano derivati dalla Tipo 38.
Il prezzo relativamente ridotto rispetto alle altre Bugatti e alla concorrenza (circa 49.800 franchi per il solo autotelaio), unito ai consumi relativamente bassi per l'epoca (circa 11 litri ogni 100 km) e ai contenuti raffinati, attirarono sulla Tipo 40 le simpatie della potenziale clientela. Unico neo era l'abitabilità non proprio delle migliori, per via dell'abitacolo piuttosto stretto. In ogni caso, la Tipo 40 venne prodotta e commercializzata fino al 1930 in 790 esemplari.
Sul finire della carriera della Tipo 40, ne fu realizzata una piccola serie denominata Tipo 40A, equipaggiata con un 4 cilindri da 1627 cm³ in grado di erogare 50 CV. In pratica, si trattava di mezzo motore della Tipo 49, che invece vantava una cilindrata complessiva di 3257 cm3, come anche in molti altri modelli Bugatti prodotti negli anni a venire. Nella Tipo 40A, il passo venne allungato di 15 cm, arrivando così a 2,71 metri, ma nonostante il conseguente aggravio di peso, la velocità massima salì a 125 km/h. Di questo modello vennero prodotti 40 esemplari.

### Galleria fotografica
| Coupé | Roadster | Cabriolet | Motore | Volante e cruscotto |
| ----- | -------- | --------- | ------ | ------------------- |
|       |          |           |        |                     |